# Hoplax järnvägsstation

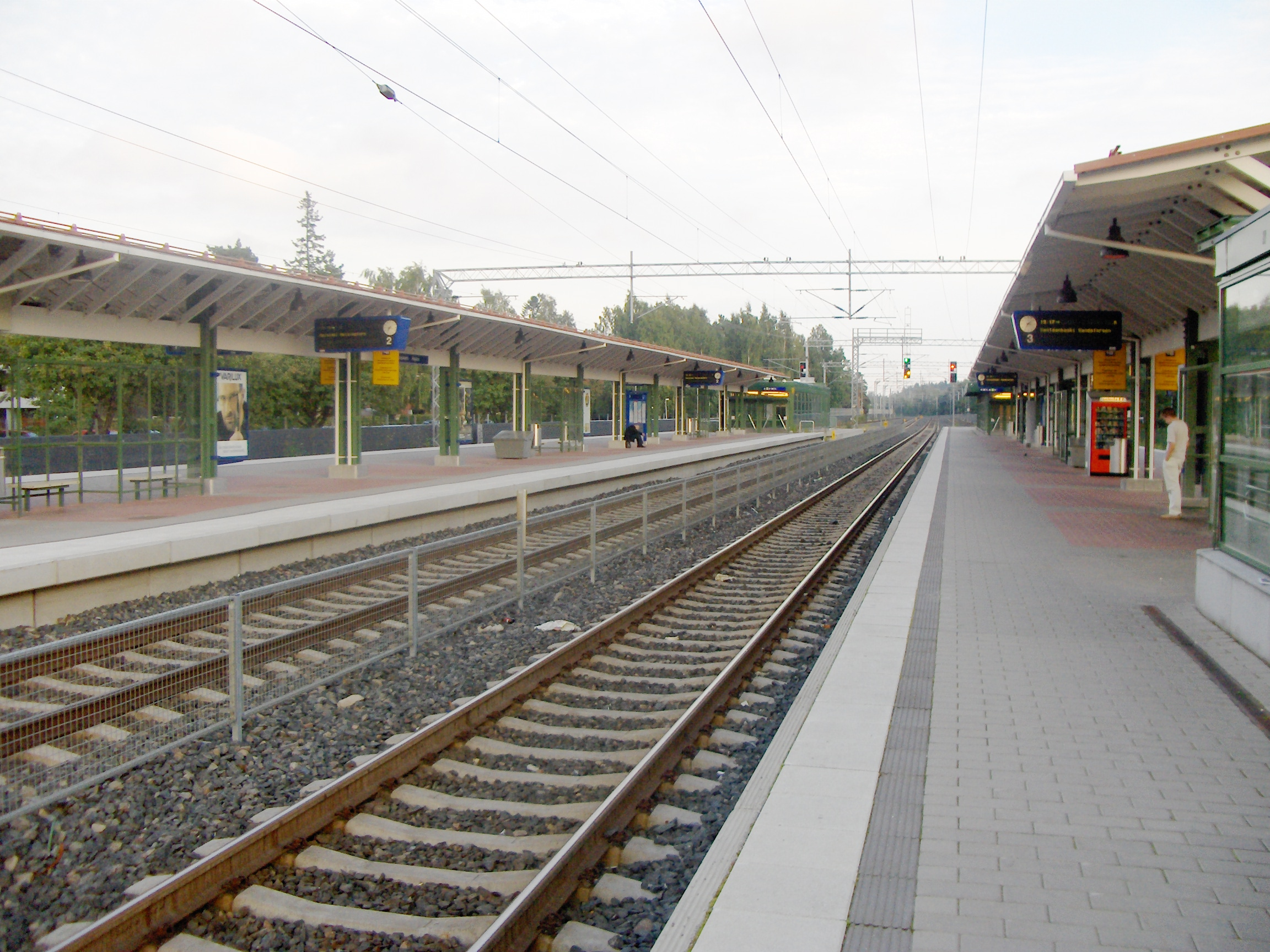
Hoplax järnvägsstation i Helsingfors

Hoplax järnvägsstation (Hpl) är en järnvägsstation i Helsingfors i stadsdelen Södra Haga. Järnvägsstationen är en järnvägsknut för Kustbanan Åbo-Helsingfors, Vandaforsbanan och Alberga stadsbana. Stationsbyggnaden byggdes mellan åren 1920 och 1921, men är inte längre i bruk. Huvudstadsregionens närtrafiks tåg P (Helsingfors-Vandaforsen-Flygplatsen-Dickursby-Helsingfors), I (Helsingfors-Dickursby-Flygplatsen-Vandaforsen-Helsingfors), A (Helsingfors-Alberga), E (Helsingfors-Köklax), S (Helsingfors-Kyrkslätt), U (Helsingfors-Kyrkslätt) och L (Helsingfors-Kyrkslätt) stannar vid stationen. Avståndet från Helsingfors järnvägsstation är cirka 6 kilometer.

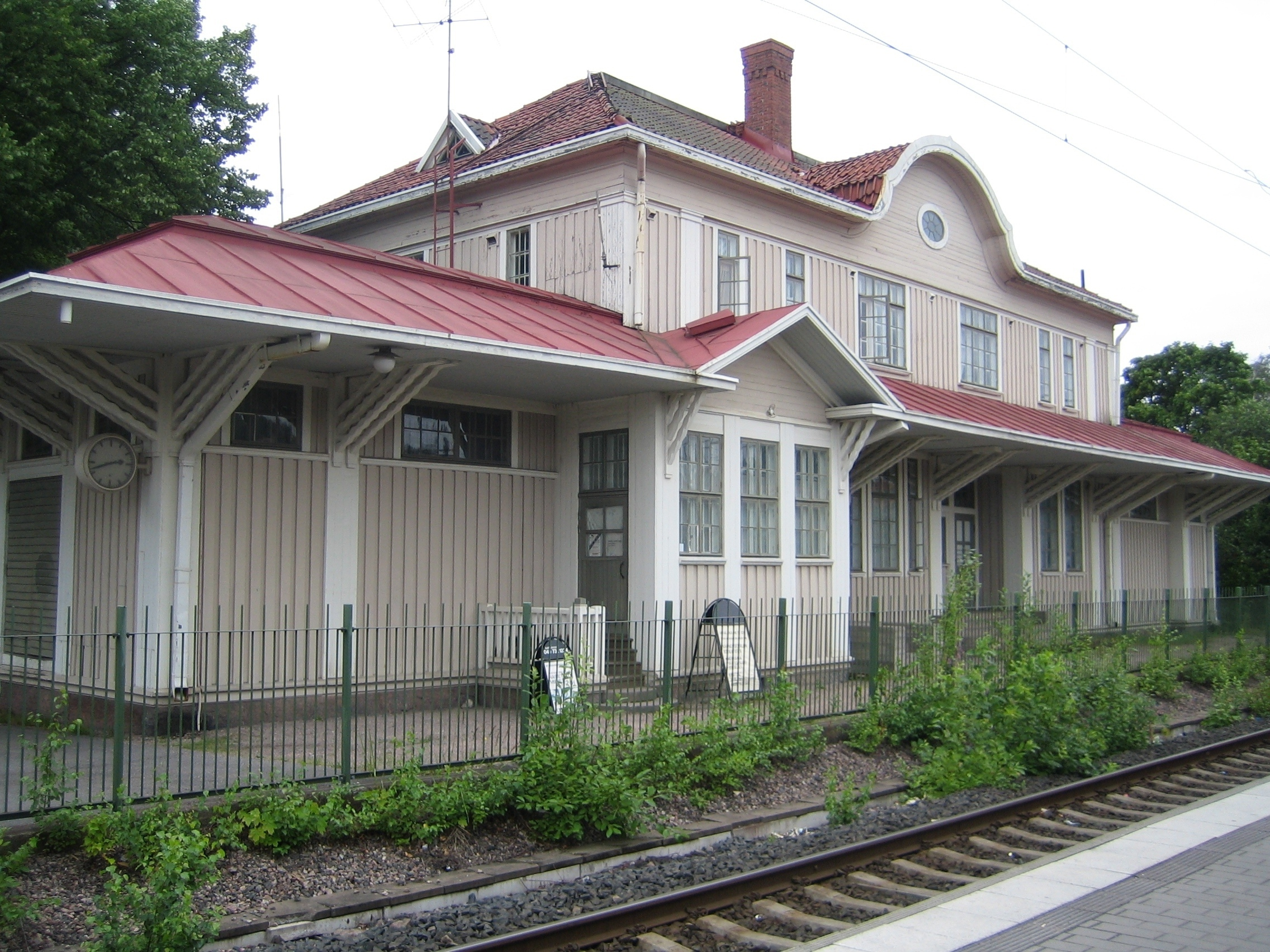